# درة التنزيل وغرة التأويل (كتاب)
درة التنزيل وغرة التأويل، يتناول موضوع توجيه الآيات القرآنية التي تتشابه في اللفظ، والمتكررة في مواضع متعددة بكلمات متفقة أو مختلفة، والتي قد يرد حولها إشكال، أو التي يحتمل كونها محل نظر لأحد الأسباب.
وقد ذكر المؤلف سبب تأليفه للكتاب في مقدمة الكتاب؛ فقال: «تدعوني دواع قوية، يبعثها نظر وروية، في الآيات المتكررة، بالكلمات المتفقة، والمختلفة، وحروفها المتشابهة المتعلقة، والمنحرفة تطلبا لعلامات ترفع لبس إشكالها، وتخص الكلمة بآياتها، دون أشكالها، فعزمت عليها بعد أن تأملت أكثر كتب المتقدمين، والمتأخرين، وفتشت عن أسرار معاني المتأولين المحققين المتبرين، فما وجدت أحدا من أهلها بلغ غاية كننها، كيف؟ ولم يقرع بابها ولم يفتر عن نابها، ولم يسفر عن وجهها، ففتقت من أكمام المعاني ما أوقع فرقانا، وصار لمبهم المتشابه... وسميته درة التنزيل وغرة التأويل وليس على الله بأمر منكر مستبدع أن يعثر خاطر عبد ربيء، على كنز حكمة في القرآن خبيء، أو يبلغه في لطيف من لطائف كلامه حدا، لا يبلغه أحد وإن كان أوحدا».
ومؤلف الكتاب هو أبو عبد الله محمد بن عبد الله الخطيب الإسكافي، المتوفى سنة 420هـ.
ومن مؤلفاته: مبادئ اللغة، ونقد الشعر، ودرة التنزيل وغرة التأويل، وغلط كتاب العين، والغرة، ولطف التدبير.

## موضوع الكتاب
يتناول كتاب درة التنزيل وغرة التأويل موضوع توجيه الآيات القرآنية:
- التي تتشابه في اللفظ.
- المتكررة في مواضع متعددة بكلمات متفقة أو مختلفة
- لتي قد يرد حولها إشكال.
- التي يحتمل كونها محل نظر لأحد الأسباب.

فالكتاب يذكر الآيات المتشابهة ويوجهها، فيقول مثلا: «قوله تعالى: {إِنَّ اللَّهَ لَا يَغْفِرُ أَنْ يُشْرَكَ بِهِ وَيَغْفِرُ مَا دُونَ ذَلِكَ لِمَنْ يَشَاءُ وَمَنْ يُشْرِكْ بِاللَّهِ فَقَدِ افْتَرَى إِثْمًا عَظِيمًا} [النساء: 48]، وقال في هذه السورة أيضا: {إِنَّ اللَّهَ لَا يَغْفِرُ أَنْ يُشْرَكَ بِهِ وَيَغْفِرُ مَا دُونَ ذَلِكَ لِمَنْ يَشَاءُ وَمَنْ يُشْرِكْ بِاللَّهِ فَقَدْ ضَلَّ ضَلَالًا بَعِيدًا} [النساء: 116] للسائل أن يسأل عن فائدة تكرار هذه الآية، وله أن يسأل فيقول: لم كان جواب (من يشرك بالله) في الآية الأولى: (فقد افترى إثما عظيما) وجوابه في الآية الثانية: (فقد ضل ضلالا بعيدا)؟» ثم يذكر الجواب.

## سبب تأليف الكتاب
ذكر المؤلف سبب تأليفه للكتاب في مقدمة الكتاب؛ فقال: «تدعوني دواع قوية، يبعثها نظر وروية في الآيات المتكررة بالكلمات المتفقة والمختلفة، وحروفها المتشابهة المتعلقة والمنحرفة تطلبا لعلامات ترفع لبس إشكالها، وتخص الكلمة بآياتها دون أشكالها، فعزمت عليها بعد أن تأملت أكثر كتب المتقدمين والمتأخرين، وفتشت عن أسرار معاني المتأولين المحققين المتبرين، فما وجدت أحدا من أهلها بلغ غاية كننها، كيف؟ ولم يقرع بابها ولم يفتر عن نابها، ولم يسفر عن وجهها، ففتقت من أكمام المعاني ما أوقع فرقانا، وصار لمبهم المتشابه... وسميته درة التنزيل وغرة التأويل وليس على الله بأمر منكر مستبدع أن يعثر خاطر عبد ربيء، على كنز حكمة في القرآن خبيء، أو يبلغه في لطيف من لطائف كلامه حدا، لا يبلغه أحد وإن كان أوحدا».

## ميزات الكتاب
- اهتمام الكتاب بذكر مناسبة أسماء الله الحسنى لمضامين الآيات التي ختمت بها.
- يعتبر كتاب درة التنزيل مرجعا أساسياً ومهماً لمن ألف في هذا الفن.
- اهتمامه بالآيات المتكررة بالكلمات المتفقة والمختلفة في القرآن.

## طبعات وتحقيقات الكتاب
- دار ابن الجوزي- بتحقيق: أ.د عبد الحميد هنداوي.
- دار الآفاق الجديدة.
- جامعة أم القرى- بتحقيق: محم مصطفى آيدين.
- جائزة دبي الدولية للقرآن الكريم- بتحقيق: محمد مصطفى آيدين.
- دار عمار- بتحقيق: عبد الوهاب أبو صفية وعصام بن فارس الحرستاني.
- دار الكتب العلمية.
- دار المعرفة – بتحقيق: خليل مأمون شيحا.